# Garrick Theatre (Londres)
Pour les articles homonymes, voir Garrick Theatre (homonymie).
Ne doit pas être confondu avec Garrick Theatre (New York).
Le Garrick Theatre est un théâtre du West End situé sur Charing Cross Road, dans la ville de Westminster (Grand Londres), dénommé en l'honneur de l'acteur de théâtre David Garrick.

## Histoire
Le théâtre a ouvert ses portes en 1889 avec la pièce The Profligate, une pièce d'Arthur Wing Pinero.
Une autre pièce de Pinero, The Notorious Mrs. Ebbsmith (en), a connu est un des premiers succès du théâtre. À ses débuts, le Garrick semble s'être spécialisé dans l'interprétation de mélodrames. Plus tard, le théâtre a été associé à des comédies, dont No Sex Please, We're British (en), qui a été jouée pendant quatre ans, de 1982 à 1986.

## Productions notables
- 1995 – Un inspecteur vous demande
- 2002 – This Is Our Youth
- 2009-11 – A Little Night Music
- 2011-12 – Chicago
- 2013 – Rock of Ages
- 2014-15 – Let It Be (en)
- 2017-18 – Young Frankenstein (en)